# Хуньчуньхэ
Хуньчуньхэ (кит. 珲春河) — левый приток реки Туманная. Бассейн реки целиком расположен в пределах провинции Гирин (Цзилинь), КНР. Длина около 130 километров.
Берёт начала в горах Паньлин, достигающих высоты 1498 метров (г. Сэньлиншань). Долина реки пролегает между хребтом Паньлин и Чёрными горами российского Приморья. Основные притоки (левые): Гудагоухэ, Хуангоухэ, Тумынцзыхэ.
В верхнем течении Хуньчуньхэ — типичная горная река. В нижней трети долина расширяется, появляются озёра и плавни, которые весной покрывает цветущий лотос.
На правом берегу реки расположен город Хуньчунь, в верховьях Чуньхуа, в среднем течении — Мадида.